# Euphonia chrysopasta
El fruterito de vientre dorado (Euphonia chrysopasta) es una especie de ave paseriforme que vive en América del Sur. Su taxonomía es incierta, tradicionalmente su género se situaba en Thraupidae mientras que actualmente algunos expertos lo sitúan en la familia Fringillidae.

## Descripción
El fruterito de vientre dorado mide de 10 a 12 cm de longitud. El macho es uniformemente verde oliváceo, con listas lorales claras, nuca grisácea y vientre amarillo. La hembra tiene la garganta y el vientre color gris blancuzco.

## Distribución y hábitat
Se encuentra en  Bolivia, Brasil, Colombia, Ecuador, la Guayana francesa, Guyana, Perú, Surinam y Venezuela.
Vive en las tierras bajas de la Amazonia, en el borde del bosque y matorrales, tanto en tierra firme como en áreas inundables.

## Alimentación
Se alimenta de frutos, solo o en pequeños grupos ruidosos en lo alto de dosel.

## Reproducción
Construye un nido en forma de bola con una entrada lateral.